# Antti Tuisku

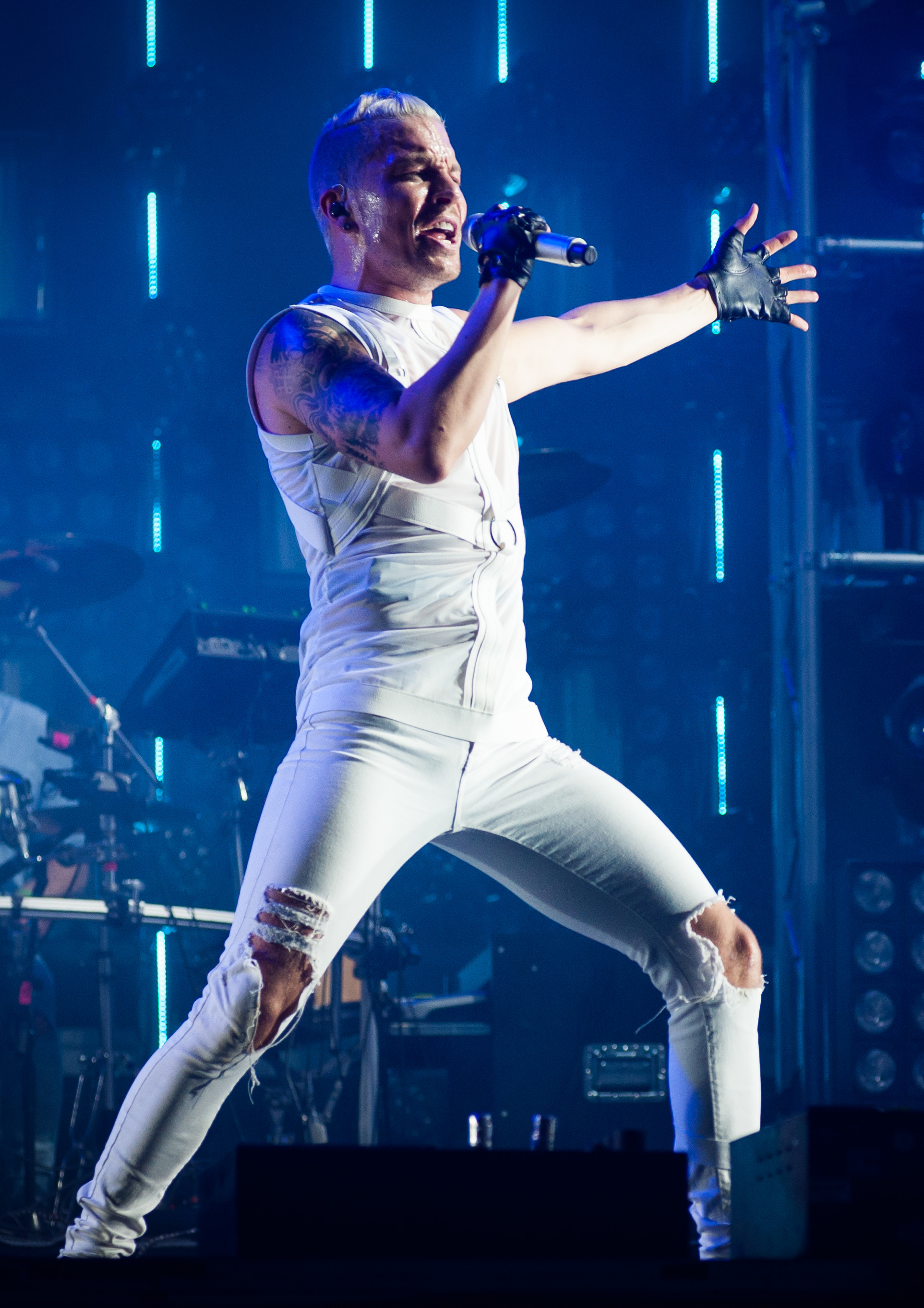
Antti Tuisku

Antti Tapani Tuisku, finsk sångare född den 27 februari 1984 i Rovaniemi. Han blev trea i finska Idols år 2003. Antti Tuisku bor idag i Helsingfors. Efter Idols kom hans skivor att bli försäljningssuccéer i Finland där flera av hans skivor och singlar nådde upp till toppen på försäljningslistorna. I Emma-galan 2016 vann Tuisku pris för årets manliga solist 2015. Hans album En kommentoi blev vald till årets album och årets pop-album.

## Diskografi
- 2004 - Ensimmäinen
- 2004 - Ensimmäinen Deluxe
- 2005 - Antti Tuisku
- 2005 - Minun jouluni
- 2006 - New York
- 2006 - Rovaniemi
- 2009 - Hengitän
- 2010 - Kaunis kaaos
- 2011 - Minun jouluni 2
- 2013 - Toisenlainen tie
- 2015 - En kommentoi
- 2017 - Anatude
- 2020 - Valittu kansa